# A Single Shot
Pour plus de détails, voir Fiche technique et Distribution.
A Single Shot est un thriller britannico-américano-canadien de David M. Rosenthal sorti en 2013. 

## Synopsis
À la lumière de l’aube, John Moon quitte son mobile-home avec son chien et son fusil pour aller braconner. Après s’être frayé un chemin à travers les montagnes boisées, il tombe sur un cerf, le traque et vide son chargeur sur lui. Parti récupérer sa proie, il s'aperçoit qu'il a par accident blessé mortellement une jeune femme, et trouve une lettre sur elle. Après s'être débarrassé du corps, il retrouve le campement de la jeune femme et à l'intérieur une grosse somme d'argent caché dans une boîte à outils. À partir de cet instant, John devient une proie et doit affronter une bande de criminels à la recherche du magot, que John voulait garder pour lui.

## Fiche technique
- Titre original : A Single Shot
- Réalisation : David M. Rosenthal
- Scénario : Matthew F. Jones d'après son roman Une semaine en enfer
- Direction artistique : David Brisbin
- Décors : Cheryl Marion
- Costumes : Beverley Wowchuk
- Montage : Dan Robinson
- Musique : Atli Örvarsson
- Photographie : Eduard Grau
- Son : Roland Heap
- Production : Chris Coen, Aaron L. Gilbert, Keith Kjarval et Jeff Rice
- Sociétés de production : A Single Shot Productions, Bron Studios, Demarest Films, Media House Capital, Unanimous Pictures et Unified Pictures
- Sociétés de distribution :
- Pays de production :  Royaume-Uni,  États-Unis,  Canada
- Langue : Anglais
- Durée : 110 minutes
- Format : Couleurs - 35 mm - 2.35:1 -  Son Dolby numérique
- Genre : Thriller
- Dates de sortie
  - Allemagne : 9 février 2013 (Berlinale 2013)
  - États-Unis : 20 septembre 2013

## Distribution
- Sam Rockwell : John Moon
- William H. Macy : Pitt
- Jeffrey Wright : Simon
- Jason Isaacs : Waylon
- Kelly Reilly : Moira
- Joe Anderson : Obadiah
- Ted Levine : Cecile
- Ophelia Lovibond : Abbie

## Distinctions

### Sélections
- Festival du cinéma américain de Deauville 2013 : sélection officielle